# John Candy
John Franklin Candy, född 31 oktober 1950 i Newmarket, Ontario, död 4 mars 1994 i Durango, Mexiko, var en kanadensisk skådespelare, manusförfattare och komiker.

## Biografi

### Uppväxt
Candy föddes i Newmarket i Ontario som den andra sonen till Sidney och Evangeline Candy. Hans äldre bror, Jim, var två år äldre. Modern hade polska och ukrainska rötter, medan fadern var av skotsk och engelsk härkomst. 
Under high school-tiden planerade Candy att ge sig in på en karriär inom det militära och efter det planerade den då vältränade Candy ett liv som proffs i amerikansk fotboll. Dock förstördes hans planer genom en knäskada. Fast Candy kunde först inte släppa idrotten helt. Han valde en journalistinriktning på Centennial College i Toronto-förorten Scarborough. Som tillval gick han några dramakurser och blev plötsligt mer intresserad av skådespelaryrket än att arbeta som sportjournalist.

### Karriär
John Candy gjorde sin filmdebut i Class of '44 (1973) som är uppföljaren till Summer of '42 (1971). Han är dock bara med i cirka 32 sekunder av filmen som karaktären Paule, som i scenen diskuterar sina planer för framtiden efter att han har tagit examen med sina klasskamrater Hermie, (Gary Grimes) och Oscy, (Jerry Houser). 
Han jobbade mycket i TV där han fick finslipa sina komiska talanger. Han lärde känna bland andra Dan Aykroyd genom en serie barnprogram 1975. Aykroyd fick strax därpå sitt genombrott i den numera klassiska amerikanska humorserien Saturday Night Live.   
Candy engagerade sig istället i den konkurrerande kanadensisk-amerikanska komedishowen Second City TV. Mellan 1976 och 1982 var denna en kreativ grogrund för en rad komiker och skådespelare, bland andra Rick Moranis, Harold Ramis, Eugene Levy, Catherine O'Hara och Martin Short. Candy spelade flera karaktärer i serien och Emmy Award-belönades vid ett par tillfällen för sina insatser som manusförfattare. Snart började han också synas i biroller i lite större filmsammanhang.
År 1979 spelade han mot Dan Aykroyd och John Belushi i Steven Spielbergs 1941. Aykroyd och Belushi såg även till att Candy fick rollen som Burton Mercer i Blues Brothers året därpå. Från 1980 och fram till 1994 medverkade han i över 30 biofilmer och ett tiotal TV-produktioner. Candy hade även en radioshow och försökte sig på att regissera med TV-filmen Hostage for a Day (1994).
År 1991 köpte han tillsammans med den kanadensiske ishockeyspelaren Wayne Gretzky och finansmannen Bruce McNall Toronto Argonauts, ett lag inom kanadensisk fotboll. Laget vann den kanadensiska cupen under Candys första år som väldigt engagerad och omtyckt delägare. Inför säsongsöppningen 1994 hedrade man hans minne. Candy var även med och startade nattklubbskedjan House of Blues tillsammans med Dan Aykroyd och James Belushi.
I början av 1990-talet hade Candy det tufft. Hans karriär gick inte vidare bra och de ekonomiska investeringarna i Toronto Argonauts satte stor press på honom. Alla bekymmer resulterade i att han började äta (i kopiösa mängder), röka och dricka för mycket, vilket i sin tur ledde till att höfter och ben tog stryk och att hjärtat ansträngdes.  
Han dog i mars 1994 av en hjärtattack i sömnen under inspelningen av westernkomedin Wagons East i Durango i Mexiko. Vid begravningen i Kalifornien den 9 mars närvarade bland många andra Chevy Chase, Tom Hanks, Rick Moranis, James Belushi, Bill Murray, Ed Harris, Martin Short och Dan Aykroyd, som även höll ett minnestal. 
John Candy var sedan den 27 april 1979 gift med Rosemary Margaret Hober. De fick två barn tillsammans, dottern Jennifer (född 1980) och sonen Christopher (född 1984).

## Filmografi

### Filmer
| År   | Titel                                  | Roll                                     | Notering                                                 |
| ---- | -------------------------------------- | ---------------------------------------- | -------------------------------------------------------- |
| 1973 | Class of '44                           | Paule                                    | Okrediterad                                              |
| 1975 | It Seemed Like a Good Idea at the Time | Kopek                                    |                                                          |
| 1976 | Tunnel Vision                          | Cooper                                   |                                                          |
| 1976 | The Clown Murders                      | Ollie                                    |                                                          |
| 1976 | Snacka om trubbel!                     | Kopek                                    |                                                          |
| 1978 | Hämndens ögon                          | Simonsen                                 |                                                          |
| 1979 | Kärlek på kryckor                      | Snickare                                 |                                                          |
| 1979 | 1941                                   | Pvt. Foley                               |                                                          |
| 1980 | Deadly Companion                       | John                                     | Alternativ titel: Double Negative                        |
| 1980 | The Blues Brothers                     | Burton Mercer                            |                                                          |
| 1981 | Lumparkompisar                         | Dewey "Ox" Oxberger                      |                                                          |
| 1981 | Heavy Metal                            | Sergeant, Dan/Den, Robot                 | Röst                                                     |
| 1982 | It Came from Hollywood                 | Sig själv                                |                                                          |
| 1983 | Ett päron till farsa                   | Lasky (Vakt vid 'Walleyworld')           |                                                          |
| 1983 | Vråålkört                              | John Bourgignon                          |                                                          |
| 1984 | Splash                                 | Freddie Bauer                            |                                                          |
| 1985 | Brewsters Miljoner                     | Spike Nolan                              |                                                          |
| 1985 | Sesam slår till igen                   | Polis                                    |                                                          |
| 1985 | Livet på en sandstrand                 | Jack Chester                             |                                                          |
| 1985 | Nå'ra frivilliga                       | Tom Tuttle                               |                                                          |
| 1986 | Ärthjärnan - Beväpnad och livsfarlig   | Frank Dooley                             |                                                          |
| 1986 | Little Shop of Horrors                 | Wink Wilkinson                           |                                                          |
| 1987 | Det våras för rymden                   | Barf                                     |                                                          |
| 1987 | Raka spåret till Chicago               | Del Griffith                             |                                                          |
| 1988 | Vrålet från vildmarken                 | Chet Ripley                              |                                                          |
| 1988 | She's Having a Baby                    | Chet från 'The Great Outdoors'           | Okrediterad                                              |
| 1988 | I full galopp                          | Don                                      | Röst                                                     |
| 1989 | Vem är Harry Crumb?                    | Harry Crumb                              | Också exekutiv producent                                 |
| 1989 | Cannonball Speed Zone                  | Charlie Cronan                           |                                                          |
| 1989 | Uncle Buck                             | Buck Russell                             |                                                          |
| 1990 | Masters of Menace                      | Öllastbilschaufför                       |                                                          |
| 1990 | Ensam hemma                            | Gus Polinski – Polka King of the Midwest |                                                          |
| 1990 | Bernard och Bianca i Australien        | Wilbur                                   | Röst                                                     |
| 1991 | Nothing But Trouble                    | Deputy Dennis / Eldona                   |                                                          |
| 1991 | Drömkillen                             | C.D. Marsh                               | Okrediterad                                              |
| 1991 | Mammas gosse                           | Danny Muldoon                            |                                                          |
| 1991 | Yr i bollen                            | Jack Gable                               |                                                          |
| 1991 | JFK                                    | Dean Andrews Jr.                         |                                                          |
| 1992 | Trubbelmakarna                         | Augie Morosco                            |                                                          |
| 1992 | Boris and Natasha: The Movie           | Kalishak                                 |                                                          |
| 1993 | Rookie of the Year                     | Cliff Murdoch                            | Okrediterad                                              |
| 1993 | Cool Runnings                          | Irving 'Irv' Blitzer                     |                                                          |
| 1994 | Wagons East!                           | James Harlow                             | Släpptes fem månader efter Candys död                    |
| 1995 | Canadian Bacon                         | Sheriff Bud Boomer                       | Släpptes ett år efter Candys död                         |
| 2009 | The Magic 7                            | Smokestack Sam                           | Röst; producerad under 1990-1993; filmen släpptes aldrig |

### TV
| År        | Titel                                        | Roll                              | Notering                                                             |
| --------- | -------------------------------------------- | --------------------------------- | -------------------------------------------------------------------- |
| 1972      | Cucumber                                     | Meteorolog                        | Okänt antal avsnitt                                                  |
| 1972      | Dr. Simon Locke                              | Richie                            | Avsnitt: "Death Holds the Scale"                                     |
| 1974      | The ABC Afternoon Playbreak                  | Andra sonen                       | Avsnitt: "Last Bride of Salem"                                       |
| 1974      | Dr. Zonk and the Zunkins                     |                                   | Okänt antal avsnitt                                                  |
| 1976      | The David Steinberg Show                     | Spider Reichman                   | Första och andra avsnittet                                           |
| 1976      | 90 Minutes Live                              | Diverse roller                    |                                                                      |
| 1976–1977 | Coming Up Rosie                              | Wally Wypyzypychwk                | Med Rosemary Radcliffe, Dan Aykroyd och Catherine O'Hara             |
| 1976–1979 | Second City TV                               | Diverse roller                    | 50 avsnitt                                                           |
| 1977      | King of Kensington                           | Bandit                            | Avsnitt: "The Hero"                                                  |
| 1980      | The Courage of Kavik, the Wolf Dog           | Pinky                             | TV-film                                                              |
| 1980      | Big City Comedy                              | Sig själv (Värd) / Diverse roller | Sketchkomedi                                                         |
| 1981      | Tales of the Klondike                        |                                   | Miniserie                                                            |
| 1981      | Saturday Night Live                          | Juan Gavino                       | Avsnitt: "George Kennedy/Miles Davis" Okrediterad                    |
| 1981–1983 | SCTV Network 90                              | Diverse roller                    | 38 avsnitt Även manusförfattare                                      |
| 1983      | SCTV Channel                                 | Diverse roller                    | Avsnitt: "Maudlin O' the Night"                                      |
| 1984      | The New Show                                 | Diverse roller                    | 5 avsnitt                                                            |
| 1985      | Martin Short: Concert for the North Americas | Marcel                            | TV-film                                                              |
| 1985      | The Canadian Conspiracy                      | Diverse roller                    | TV-film                                                              |
| 1985      | The Last Polka                               | Yosh Shmenge/Pa Shmenge           | TV-film                                                              |
| 1987      | Really Weird Tales                           | Howard Jensen                     | TV-film                                                              |
| 1989      | The Rocket Boy                               | Höken                             | TV-film                                                              |
| 1989      | Camp Candy                                   | Sig själv                         | Röst                                                                 |
| 1990      | The Dave Thomas Comedy Show                  |                                   | 1 avsnitt                                                            |
| 1992      | Shelley Duvall's Bedtime Stories             | Berättare                         | Avsnitt: "Blumpoe the Grumpoe Meets Arnold the Cat/Millions of Cats" |
| 1994      | Hostage for a Day                            | Yuri Petrovich                    | TV-film                                                              |